# 지아 (1989년)
지아(본명: 멍지아, 중국어 간체자: 孟佳, 병음: Meng Jia 멍자[*], 1989년 2월 3일 ~ )는 중화인민공화국의 배우이다. JYP 엔터테인먼트 소속 음악 그룹 미쓰에이의 전 멤버였다. 2016년 5월 20일 소속사 JYP 엔터테인먼트와의 계약이 만료되면서, 재계약을 하지 않았고 미쓰에이에서도 탈퇴했다. 이후 본국인 중국으로 돌아가 활동 중이다.

## 생애
그녀는 중국 후난성 뤄디에서 외동으로 태어나 중국 허난성 정저우에서 잠시 유년기를 보냈다.
데뷔 전 중국 저장 TV 오디션 프로그램 춤을 추면 예뻐진다(越跳越美丽)에 출연하였고, 중국에서 중국판 원더걸스인 시스터즈(Sisters)의 멤버로 활동하였다. 과거 Miss A의 일원으로 2010년 7월 Miss A의 싱글 《Bad But Good》으로 한국 음악 시장에 데뷔하였다.

## 학력
- 서울종합예술직업학교 졸업

## 음반 활동
참여음반
- 백아연 미니앨범 2집 a Good Girl - 너 때문에 피쳐링. (2013년)

## 출연 작품
드라마
- KBS2 월화드라마 《드림하이》 16화 까메오 출연
- 동방 위성 텔레비전 동방극장 《일과 이분의 일, 여름》 - 송청 역

영화
- 2015년 《제3의 사랑》 - 추월 역

연예오락
- MBC M 《우상본색》 MC (2014년 3월 25일 ~ 2015년 4월 10일)
- KBS2 《위기탈출 넘버원》 2015년 4월 13일

뮤직비디오
- M&D - 뭘 봐 (2011년)